# Maurice Natanson
Pour les articles homonymes, voir Natanson.
Maurice Alexander Natanson (26 novembre 1924-16 août 1996) est un sociologue et philosophe américain. Il est professeur de philosophie à l'université Yale. Disciple d'Alfred Schutz dont il contribue à faire connaître les travaux aux États-Unis, il privilégie une approche phénoménologique du social. Il s'intéresse également aux travaux de George Herbert Mead. Il est le mentor du philosophe afro-américain Lewis Gordon.

## Principales publications
- (dir.) Phenomenology and social reality. Essays in memory of Alfred Schutz, La Haye, M. Nijhoff, 1970.
- The journeying self : A study in philosophy and social role, Reading, Mass., Addison-Wesley, 1970.
- Edmund Husserl : Philosopher of infinite tasks, Evanston, Ill., Northwestern university press, 1973.
- The Social dynamics of George H. Mead, introduction de Horace M. Kallen, La Haye, M. Nijhoff, 1973.
- Phenomenology, role and reason. Essays on the coherence and deformation of social reality, Springfield (Illinois), C.C. Thomas, 1974.
- Anonymity. A study in the philosophy of Alfred Schutz, Bloomington, Indiana University Press, 1986.
- The Erotic bird. Phenomenology in literature, postface de Judith Butler, Princeton (New Jersey), Princeton University Press, 1998.